# Aziz Djellouli
Pour les articles homonymes, voir Famille Djellouli.
Aziz Djellouli (arabe : العزيز الجلولي), de son nom complet Mohammed Aziz Djellouli, né le 14 décembre 1896 à Tunis et mort en 1975 à Radès, est un homme politique, avocat et homme d'affaires tunisien.

## Famille et formation
Djellouli naît dans la demeure familiale sise à la rue du Riche dans la médina de Tunis, dans une famille sfaxienne makhzen,, son père étant le grand vizir Taïeb Djellouli et sa mère une Ben Jaafar issue de la notabilité tunisoise d'origine turque.
Il suit ses études au Collège Sadiki, au lycée Carnot de Tunis et à la faculté de droit de Paris où il obtient sa licence. Il exerce la fonction d'avocat au barreau de Tunis. Il y établit de nombreuses relations avec les milieux politiques français.

## Carrière
Il commence sa carrière administrative en 1924 comme caïd et gouverneur de l'Aradh Gabès jusqu'en 1934, de Sousse en 1934 puis de Sfax de 1935 jusqu'à sa démission en 1940. Il s'associe alors à M'hamed Chenik et Mohammed Badra pour monter une usine textile, le faisant bénéficier de ses relations établies avec l'Italie mussolinienne. Membre de la section tunisienne du Grand Conseil, il est Cheikh El Médina entre 1942 et 1943 puis est désigné ministre des Habous sous le règne de Moncef Bey, du 1er janvier au 15 mai 1943, date de la destitution et de l'exil de Moncef Bey, devenant l'un de ses ardents défenseurs.
Membre du gouvernement de Tahar Ben Ammar formé en 1954 après le discours de Carthage prononcé le 31 juillet par le président du Conseil français Pierre Mendès France, il devient le négociateur en chef de la délégation tunisienne aux pourparlers de Paris. Menés avec le gouvernement français jusqu'en juin 1955 ils conduisent au protocole accordant l'autonomie interne à la Tunisie.
Ministre d'État, Djellouli part à l'étranger dans le cadre de missions d'observation pour prendre connaissance des projets industriels et étudier l'investissement financier, les méthodes d'irrigation et les politiques d'implantation des populations. Il est élu en avril 1956 comme membre de l'assemblée constituante.
Il devient, après l'avènement de la république sous la présidence de Habib Bourguiba, président du Croissant-Rouge tunisien et administrateur à la Banque centrale de Tunisie aux côtés d'Hédi Nouira : il siège au conseil d'administration d'octobre 1958 à octobre 1970.

## Décorations
- Grand-croix de l'ordre du Nichan Iftikhar

Général de division, il est décoré de la grand-croix du Nichan Iftikhar, du Nichan al-Ahed al-Aman et de la Légion d'honneur en mai 1933.

## Vie privée
Il se marie en premières noces avec Frida, fille du ministre Tahar Kheireddine avec laquelle il a un fils, puis se marie en deuxièmes noces avec sa cousine Essia, fille du caïd-gouverneur Sadok Djellouli, avec laquelle il a cinq filles.